# Gareth Hanrahan
Gareth Hanrahan (1978) è un autore di giochi irlandese.
Qualche tempo dopo il matrimonio con Edel Ryder nel giugno 2010, ha cominciato ad usare lo pseudonimo Gareth Ryder-Hanrahan.

## Storia
Si è appassionati ai giochi di ruolo dopo aver partecipato ad un evento dimostrativo del Gioco di ruolo del Signore degli Anelli organizzato la biblioteca cittadina, in cui veniva presentato Diventato appassionato ha partecipato ed organizzato convention di gioco in Irlanda e in seguito a questa attività è stato contattato da Greg Benage della Fantasy Flight Games che gli ha proposto di scrivere un supplemento per Blue Planet. È inoltre conosciuto James Wallis dell'Hogshead e ha playtestato materiale di Nobilis.
Nel maggio 2003 iniziò a lavorare a tempo pieno per la Mongoose Publishing, sviluppando supplementi per il d20 System. Nel 2007 la Mongoose decise di gestirla completamente all'interno la linea di Paranoia e ne divenne il gestore (in precedenza era gestita da Allen Varney e il suo Traitor Recycling Studio). Alla Mongoose scrisse tra gli altri le ambientazioni Hawkmoon: The Roleplaying Game (2007) e Deus Vult (2010) per RuneQuest e una nuova edizione di Traveller (2008) che divenne il gioco di ruolo principale della Mongoose..
Nel 2010 la Mongoose Publishing entra in un periodo di crisi in seguito alla sua separazione dal Rebellion Group ed è forzata a una riduzione di personale, tra cui anche Gareth Hanrahan Negli anni successivi collabora con la Pelgrane Press, per cui scrive supplementi per il GUMSHOE System e 13th Age e Cubicle 7 per il quale cura la linea di The Laundry Files

## Narrativa
Hanrahan ha scritto il romanzo Reality Optional ambientato nel mondo di Paranoia ed ha scritto racconti previ per le antologie The Lion and the Aardvark e Schemers. della Stone Skin Press.

## Premi e riconoscimenti
Hanrahan ha ricevuto o è stato nominato per i seguenti premi:
- ENnie d'Argento 2011 al miglior gioco per The Laundry della Cubicle 7[9]
- Ennie d'Argento 2012 alle migliori regole e per Lorefinder: GUMSHOE Pathfinder Mashup della Pelgrane Press[10]
- Candidato all'ENnie 2012 alla miglior avventura per Dead Rock Seven della Pelgrane Press[10]
- Candidato all'ENnie 2012 alla miglior avventura per Invasive Procedures della Pelgrane Press[10]
- Candidato all'ENnie 2013 alla miglior avventura per The Zalozhniy Quartet della Pelgrane Press[11]
- Candidato all'Origins Award per il miglior supplemento per un gioco di ruolo per The Heart of the Wild della Cubicle 7

## Opere
Infernum è un gioco di ruolo basato sul d20 System in cui i giocatori interpretano il ruolo di demoni intrappolati nell'inferno. I demoni sono divisi in nove razze: Artificers, Beasts, Deceivers, Fiends, Hulks, Imps, Malcubi, Slavers, Stalkers e in nove casate: Astyanath, Carthenay, Glabretch, Haimon, Lictat, Oblurott, Riethii, Sturrach (la casta militare) e Zethu. Salendo di livello guadagnano l'accesso a nuovi poteri ("mutazioni") in parte assegnati casualmente e in parte determinati dalla propria razza e casata.
Volendo è possibile interpretare anche umani (che pur essendo fisicamente più deboli dei demoni hanno il vantaggio di non poter essere soggetti a vincoli magici e di non essere fermati da pentacoli di protezione), giovani angeli caduti o dannati.
Il gioco si svolge 766 anni dopo che gli angeli ribelli sono stati scagliati nell'inferno dopo la rivolta contro il Paradiso. Per sopravvivere e costruire un esercito per ritentare la conquista del Paradiso gli angeli ribelli si accoppiano con le abominazioni esistenti nell'inferno e/o usano la chirurgia, stregoneria, alchimia e altre pratiche per creare infine le nove razze di demoni. Comunque nonostante i vincoli magici imposti sui demoni e che proibiscono di attaccare i propri superiori, questi convincono parte degli angeli ribelli della futilità di una guerra contro il Paradiso e quando le due fazioni di angeli si fronteggiano e ordinano entrambe ai demoni di attaccare l'altra fazione, annullando di fatto i vincoli magici. I demoni si rivoltano e massacrano entrambe le fazioni.
Lucifero scompare, il suo fato ignoto e le casate demoniache si assestano a governare sull'inferno, non senza lotte intestine. Secoli più tardi l'instabile accordo tra le casate infernali è minacciato dall'Eresia delle Città Libere (un gruppo di città in cui non è possibile imporre vincoli magici) e da un'intera fortezza di cavalieri precipitata all'inferno.
Sono escluse opere antologiche, in cui ha partecipato solo per un articolo o racconto tra molti.
d20 System:
- The Quintessential Halfling, Mongoose Publishing, 2003.
- Book of Dragons, Mongoose Publishing, 2003.
- The Slayer's Guide to Titans, Mongoose Publishing, 2003.
- con Mark Chance, Lizard, Brian Patterson e Ross Watson, Sorcery & Steam, Fantasy Flight Games, 2003. Aggiungere elementi steampunk a una campagna fantasy tradizionale.
- con Andrew Hudson, Jeff Ibach, Michael Mearls, Jim Pinto e Patrick Younts, Wilds, Alderac Entertainment Group, 2003.
- con Steve Crow, Andrew Getting, Andrew Hudson, Mike Tresca e Patrick Younts, Relics, Alderac Entertainment Group, 2003.
- con Ralph Horsely, Book of the Planes, Mongoose Publishing, 2004.
- OGL Horror, Mongoose Publishing, 2003.
- Book of the Sea, Mongoose Publishing, 2004.
- con August Hahn e Lizard Monster Encyclopedia Volume One: Ravagers of the Realms, Mongoose Publishing, 2004.
- The Quintessential Bard II: Advanced Tactics, Mongoose Publishing, 2004.
- The Quintessential Paladin II: Advanced Tactics, Mongoose Publishing, 2004.
- OGL Wild West, Mongoose Publishing, 2004. Per ambientazioni western.
- David Bolack, Patrick O'Duffy, Chuck Wendig e David Wendt, Machines and Mutants, Sword & Sorcery, 2003. Per Gamma World basato sul d20 Modern.

.
Paranoia XP:
- The Traitor's Manual, Mongoose Publishing, 2004.
- con Jeff Groves, Saul Resnikoff e Allen Varney, Sector Zero, Mongoose Publishing, 2006.
- Alpha Complex Nights, Mongoose Publishing, 2007.
- Alpha Complex Nights 2, Mongoose Publishing, 2008.
- Big Book of Bots, Mongoose Publishing, 2008.
- The Thin Green Line, Mongoose Publishing, 2008.
- Mandatory Mission Pack, Mongoose Publishing, 2009.
- War on [Insert Noun Here], Mongoose Publishing, 2009.

Paranoia 25th Anniversary Edition:
- Termination Quota Exceeded, Mongoose Publishing, 2009.
- Treason in Word and Deed, Mongoose Publishing, 2009.
- Paranoia: IntSec, Mongoose Publishing, 2009.
- A Funny Thing Happened on the Way to the Termination Booth, Mongoose Publishing, 2010.
- None of This Is My Fault, Mongoose Publishing, 2010.
- Paranoia Forms Pack, Mongoose Publishing, 2009.
- Paranoia: High Programmers, Mongoose Publishing, 2010.
- Flashbacks Redux, Mongoose Publishing, 2011.

Paranoia (edizione Kickstarter):
- Paranoia Interactive Screen, Mongoose Publishing, 2017.
- Paranoia Forms Pack, Mongoose Publishing, 2017.

Traveller:
- Traveller, Mongoose Publishing, 2008.
- Traveller Book 0: An Introduction to Traveller, Mongoose Publishing, 2008.
- con Lawrence Whitaker, Traveller Book 2: High Guard, Mongoose Publishing, 2008.
- Alien Module 1: Aslan, Mongoose Publishing, 2009.
- Hammer's Slammers, Mongoose Publishing, 2009. Ambientazione basata sui romanzi omonimi di David Drake.
- Traveller Book 6: Scoundrel, Mongoose Publishing, 2009.
- Traveller Adventure 2: Prison Planet, Mongoose Publishing, 2009.
- con Simon Beal, Traveller Supplement 6: Military Vehicles, Mongoose Publishing, 2009.
- The Secrets of the Ancients, Mongoose Publishing, 2010.
- con Matthew Sprange, Cowboys vs. Xenomorphs, Mongoose Publishing, 2012.
- The Trojan Reach, Mongoose Publishing, 2012.
- The Pirates of Drinax, Mongoose Publishing, 2017.

.
Infernum (un'ambientazione in cui i personaggi sono demoni o dannati intrappolati all'inferno).
- Infernum: Book of the Damned, Mongoose Publishing, 2005.
- Infernum: Book of the Tormentor, Mongoose Publishing, 2005.
- Infernum: Book of the Conqueror, Mongoose Publishing, 2005.

Trail of Cthulhu:
- Arkham Detective Tales, Pelgrane Press, 2009.
- con Graham Walmsley, Slaves of the Mother, Pelgrane Press, 2013.
- con Graham Walmsley, Cthulhu Apocalypse, Pelgrane Press, 2015.
- Cthulhu City, Pelgrane Press, 2017.

The Laundry (basato sui romanzi di Charles Stross).
- con Jason Durall e John Snead, The Laundry, Cubicle 7 Entertainment, UK, 2010.
- Black Bag Jobs, Cubicle 7 Entertainment, UK, 2011.
- con Jason Durall e John SneadLaundry Files: Agent's Handbook, Cubicle 7 Entertainment, 2011.
- The Mythos Dossiers, Cubicle 7 Entertainment, 2012.
- con Jason Durall, Andy Klosky, John Snead e Jay Stratton, License to Summon, Cubicle 7 Entertainment, 2012.
- Cultists under the Bed, Cubicle 7 Entertainment, 2013.
- God Game Black, Cubicle 7 Entertainment, 2013.
- con Jack Graham, Paul L. Matthews, WJ McGuffin e Brian Nisbeth, Unconventional Diplomacy, Cubicle 7 Entertainment, UK, 2014.
- con Martin J. Dougherty, Jason Keeley e WJ MacGuffin, As Above, So Below, Cubicle 7 Entertainment, 2015.

RuneQuest:
- Blood of Orlanth, Mongoose Publishing, 2007.
- con Bryan Steele, Granbretan, Mongoose Publishing, 2007.
- Hawkmoon: The Roleplaying Game, Mongoose Publishing, 2007.
- Jrustela, Mongoose Publishing, 2007.
- Pirates, Mongoose Publishing, 2007.
- Secrets of Tragic Europe, Mongoose Publishing, 2008.
- con Simon Beal, Necromantic Arts, Mongoose Publishing, 2010.

Deus Vult, ambientazione storica basata sull'Europa del XII secolo, pubblicata con il regolamento di RuneQuest e proseguita con Legend, in pratica l'ex motore di gioco di RuneQuest rinominato dopo che la Mongoose perse i diritti sul nome e su Glorantha:
- Deus Vult, Mongoose Publishing, 2010.
- Ex Cathedra, Mongoose Publishing, 2010.
- Deus Vult Games Master's Story Guide, Mongoose Publishing, 2013, .
- The Tomb of Solomon, Mongoose Publishing, 2013.
- The Heresiarch of Troyes, Mongoose Publishing, 2013.
- Sacerdos Custos Training Guide, Mongoose Publishing, 2013.
- Lords of Misrule, Mongoose Publishing, 2013.

Babylon 5 d20 (prima edizione), basato sull'serie televisiva:
- The Psi Corps, Mongoose Publishing, 2004.
- Darkness and Light, Mongoose Publishing, 2005.
- EarthForce Campaign Book, Mongoose Publishing, 2005.

Babylon 5 d20 (seconda edizione):
- The Cold Equations, Mongoose Publishing, 2006.
- The Drakh, Mongoose Publishing, 2006.
- The Ragged Edge, Mongoose Publishing, 2006.
- IPX, Mongoose Publishing, 2007.

13th Age:
- Book of Loot, Pelgrane Press, 2014.
- Eyes of the Stone Thief, Pelgrane Press, 2015.
- Make Your Own Luck, Pelgrane Press, 2014.

GUMSHOE System.
- Brief Cases, Pelgrane Press, 2011.
- Invasive Procedures, Pelgrane Press, 2011.
- con Kenneth Hite, The Dracula Dossier Director's Handbook, Pelgrane Press, 2015.
- Lorefinder, Pelgrane Press, 2011. Mescola il GUMSHOE System con Pathfinder.
- Dead Rock Seven, Pelgrane Press, 2011. Per l'ambientazione Ashen Stars.

L'Unico Anello (One Ring):
- con Francesco Nepitello, Tales from Wilderland, Cubicle 7 Entertainment, UK, 2012.
- con Francesco Nepitello,The Heart of the Wild, Cubicle 7 Entertainment, 2013.
- con Francesco Nepitello, The Darkening of Mirkwood, Cubicle 7 Entertainment, UK, 2014.
- Adam Dials, Jon Hodgson, Andrew Kenrick, TS Luikart, Francesco Nepitello, Marco Rafalá e James Spahn, Adventurer's Companion, Cubicle 7 Entertainment, 2016.

Doctor Who:
- Will Brooks, David F. Chapman, Alex Guttridge, Andrew Peregrine e Gareth-Michael Skarka, Jason Vey, Defending the Earth: The UNIT Sourcebook, Cubicle 7 Entertainment, 2012.
- con Walt Ciechanowski, The Second Doctor Sourcebook, Cubicle 7 Entertainment, 2013.
- con Walt Ciechanowski, Andrew Kenrick, Andrew Peregrine, Gareth-Michael Skarka, Graham Walmsley e Darren Watts, The Eighth Doctor Sourcebook, Cubicle 7 Entertainment, 2015.
- con Morgan Davie, Mark Lawford, Andrew Peregrine e Nathaniel Torson, Doctor Who Gamemaster's Companion, Cubicle 7 Entertainment, 2016.
- Will Brooks, John M. Kahane, Andrew Kenrick e John Snead, Alasdair Stuart, Kieran Turley, The Silurian Age, Cubicle 7 Entertainment, 2016.

Avventure nella Terra di Mezzo (Adventures in Middle-earth):
- James Brown, Walt Ciechanowski, Steve Emmott, Jon Hodgson, TS Luikart, Dominic McDowall, Francesco Nepitello e Ken Spencer, Avventure nella Terra di Mezzo — Guida del Maestro del Sapere (Adventures in Middle-earth Loremaster's Guide Loremaster's Guide), Cubicle 7 Entertainment, 2017.
- James Brown, Paul Butler, Walt Ciechanowski, Steve Emmott, Jon Hodgson, Shane Ivey, Andrew Kenrick, TS Luikart, Dominic McDowall, Francesco Nepitello e James Spahn, Ken Spencer, Avventure nella Terra di Mezzo — Manuale del Giocatore (Adventures in Middle-earth Loremaster's Guide Player's Guide, Cubicle 7 Entertainment, 2016.

Pathfinder.
- con Amanda Hamon, David Ross e Jerome Vimich, Dungeoneer's Handbook, Paizo Publishing, 2013.
- con Jon Crenfield e Gary Gygax, Van Graaf's Journal of Dragons, Mongoose Publishing, 2011.
- con Dylan Birtolo, Steve Kenson, Patrick Renie, Tork Shaw, Jerome Virnich, Knights of the Inner Sea, Paizo Publishing, 2012.

Altri:
- con Jeffrey Barber, Greg Benage, Gobion Rowlands e William Timmins, Natural Selection, Fantasy Flight Games, 2000. Per Blue Planet.
- con Rebecca Sean Borgstrom, E. Deirdre Brooks, Mikko Rautalahti e John Shockley, The Game of Powers, Hogshead Publishing, 2002. Per Nobilis.
- con R. Sean Borgstrom, Gareth Hanrahan, W. Van Meter, Brian Nisbet, Scott Taylor, Adam Tinworth, William Wulf, Savant & Sorceror, White Wolf Publishing, 2004. Per Exalted .
- Conan and the Reavers of the Vilayet, Mongoose Publishing, 2006. Per Conan il gioco di ruolo.
- Pacific's Six, Pelgrane Press, 2011. Per Skulduggery.
- The Wedding, Pelgrane Press, 2011. Per Skulduggery.
- Primeval, Cubicle 7 Entertainment, 2012. Per Vortex.
- Zalozhniy Quartet, Pelgrane Press, 2012. Per Night's Black Agents.
- con August Hahn e Darren Pearce, Monsters of Legend II, Mongoose Publishing, 2013. Supplemento generico sui mostri per Legend.
- con Alex Staniforth , Stuart Boon, James Desborough e Sarah Newton, Folklore, Cubicle 7 Entertainment, 2013. Per l richiamo di Cthulhu.
- Stuart Boon, Martin J. Dougherty, Jason Durall, Dominic McDowall e Ken Spencer, World War Cthulhu, Cubicle 7 Entertainment, 2013. Per Il richiamo di Cthulhu.
- At Land's Edge / The Harker Intrusion, Pelgrane Press, 2015. Doppia avventura pubblicata in PDF per il Free Rpg Day 2015, una per 13th Age e l'altra per Night Black Agents.
- Dracula Unredacted, Pelgrane Press, 2015, Fiction.
- Katanas & Trenchcoats, 2015. Autopublicata.
- Swords Against the Dead / The Van Helsing Letter, Pelgrane Press, 2016. Doppia avventura pubblicata in PDF per il Free Rpg Day 2016, una per 13th Age e l'altra per Dracula Dossier.
- Font of Knowledge / Swords Against Owlbears, Pelgrane Press, 2017. pubblicata in PDF per il Free Rpg Day 2016, una per 13th Age e l'altra per Time Watch. Autore della sola avventura Swords Against Owlbears, mentre Kevin Kulp è l'autore di Font of Knowledge.
- The Edom Field Manual, Pelgrane Press, 2016. Per Night's Black Agents.
- con Kenneth Hite, The Hawkins Papers, Pelgrane Press, 2016. Per Dracula Dossier.